# Panikschloss

Aufbau eines Panikschlosses Type E mit feststehendem Knauf und beweglichem Türdrücker

Ein Panikschloss wird für ein- und zweiflügelige Türen meistens im Verlauf von Fluchtwegen eingesetzt. Dabei ist die Tür in einer Richtung mittels Schlüssel öffenbar, in Fluchtrichtung kann die Tür jedoch durch Drücken des Türdrückers geöffnet werden. 
Das Panikschloss hat je nach Funktion oft eine geteilte Drückernuss. Die Drückernuss ist das zentrale Bauteil des Schlosses. Sie nimmt die Vierkantstange (Drückerstift, Drückerdorn) auf, auf der die Türklinke montiert wird. Eine geteilte Nuss besitzt zwei gegeneinander verdrehbare Hälften, von denen jeweils eine über den ebenfalls geteilten Vierkant mit der zugehörigen Türklinke auf einer Seite des Türblatts verbunden ist. Beide Vierkantstifte enden also mittig in der Drückernuss und beide Türklinken können eine unterschiedliche Funktion auslösen.
Die zum Raum gerichtete Drückernuss heißt Zwingnuss, weil mit ihr Falle und Riegel zurückgezogen werden. Zur Entriegelung der Tür von der Innenseite wird daher kein Schlüssel benötigt, auch wenn diese zuvor von außen verschlossen wurde. Die äußere Drückernuss betätigt nur die Falle, so dass hier ein Schlüssel benötigt wird, um den Riegel zu betätigen.
Abweichend davon gibt es auch Panikschlösser mit durchgehender Drückernuss. Diese werden eingesetzt, wenn die Tür von außen nur mit Schlüssel geöffnet werden soll. Die äußere Türklinke ist in diesem Fall verzichtbar und wird durch einen Knauf ersetzt, der nicht drehbar ist (z. B. an Haus- und Wohnungs-Außentüren). Auch in diesem Fall betätigt die innere Türklinke über die Drückernuss Falle und Riegel zugleich.
Wichtig ist, dass der innere Drücker nicht von außen betätigt werden kann, wie es z. B. bei einem Gittertor der Fall sein könnte. Bei einem normalen Schloss mit Wechselgarnitur wäre dies, sofern abgeschlossen ist, unproblematisch, bei einem Panikschloss würde die Panikfunktion in diesem Fall allerdings das versperrte Schloss öffnen.
Paniktürverschlüsse mit horizontaler Betätigungsstange für Türen in Rettungswegen werden in der EN 1125 normiert.

## Die Panikfunktionen und deren Unterschiede
Nachfolgend werden die verschiedenen Panikfunktionen nur grob und vereinfacht anhand eines einfachen Panikschlosses ohne Sonderfunktion beschrieben. Die genaue Einstellung eines Schlosses richtet sich u. a. nach Hersteller und Art des Schlosses (Motorschloss; selbstverriegelnd; etc.). Die Beschreibung erfolgt beispielhaft in Verbindung mit Türbeschlägen nach EN 179. Diese unterscheiden sich zunächst nach Art des Beschlags:
1. Drücker-Garnituren → beidseitig (innen und außen) mit Türdrücker (wie bei Zimmertüren üblich)
2. Wechsel-Garnituren → innen mit Türdrücker, außen in der Regel mit feststehendem Knauf oder Griff (wie bei Haustüren üblich)

Alle Panikschlösser ermöglichen jederzeit das Verlassen des Gebäudes und das Entkommen aus einer Gefahrensituation ohne weitere Hilfsmittel. Ein Schlüssel wird von innen nicht benötigt.
- Wenn die Tür per Schlüssel abgeschlossen wurde, befindet sich der äußere Türdrücker im Leerlauf, er ist somit ohne Funktion. Die Schlossfalle hält die Tür im Schließblech und zusätzlich ist der Riegel ausgefahren. Ein Zutritt von außen ist nur mit einem Schlüssel möglich.
- Von innen reicht jedoch die einfache Betätigung, also das Herunterdrücken des Türdrückers, mit einer einzigen Handbewegung. Durch die spezielle Mechanik im Panikschloss werden Schlossfalle und Riegel gleichzeitig zurückgezogen und die Tür lässt sich öffnen.
- Wenn der Riegel wieder ausgefahren werden soll, muss die Tür also per Schlüssel abgeschlossen werden.

Die Panikschlösser unterscheiden sich erst nachdem die Tür, nach der Flucht, wieder ins Schloss gefallen ist, bzw. durch die verschiedenen Möglichkeiten des Zugangs von außen. Hier beginnt also die Unterscheidung, die nachfolgend ausgeführt wird.

### Drückergarnituren
Die möglichen Funktionen für Drückergarnituren sind folgende:
- Panikfunktion B – Umschaltfunktion:
  - Der äußere Türdrücker ist im Leerlauf, die Schlossfalle hält die Tür im Schließblech und der Riegel ist eingefahren. Ein Zutritt von Außen ist nur per Schlüssel möglich.
  - Wenn der Schlüssel jetzt in eine spezielle Position gedreht wird, wird der äußere Türdrücker durch die Mechanik im Schloss dauerhaft eingekuppelt. Er erhält wieder seine bekannte Öffnungsfunktion zum Zurückziehen der Schlossfalle. Der Türdrücker behält diese Öffnungsfunktion so lange, bis mit dem Schließen des Schlüssels der äußere Türdrücker wieder in den Leerlauf versetzt wird. Weil man jeweils dauerhaft zwischen Leerlauf und Öffnungsfunktion umschalten kann, spricht man hier von der Umschaltfunktion.

- Panikfunktion C – Schließzwangfunktion:
  - Der äußere Türdrücker ist im Leerlauf, die Schlossfalle hält die Tür im Schließblech und der Riegel ist eingefahren. Ein Zutritt von Außen ist nur per Schlüssel möglich.
  - Wenn der Schlüssel jetzt in eine spezielle Position gedreht wird, wird der äußere Türdrücker durch die Mechanik im Schloss kurzzeitig eingekuppelt. Nur während dieser Schlüsselposition erhält der Türdrücker seine Öffnungsfunktion und währenddessen kann der Schlüssel allerdings nicht abgezogen werden. Weil man also gezwungen ist den äußeren Türdrücker wieder in den Leerlauf zu versetzen, bevor man den Schlüssel abziehen kann, spricht man hier von der Schließzwangfunktion.

- Panikfunktion D – Durchgangsfunktion (auch Feuerwehrfunktion):
  - Der äußere Türdrücker ist immer eingekuppelt und hat seine Öffnungsfunktion. Nur die Schlossfalle hält die Tür und kann jederzeit von außen über den Türdrücker geöffnet werden. Weil automatisch der freie Durchgang (Zugang) von außen hergestellt wurde, spricht man hier von der Durchgangsfunktion. Da also auch die Feuerwehr solche Türen während ihrer Einsätze als Rettungszugang nutzen kann, spricht man eben auch von der Feuerwehrfunktion.
  - Nur wenn die Tür abgeschlossen ist, ist der äußere Türdrücker im Leerlauf.

### Wechselgarnituren
Die mögliche Funktion für Wechselgarnituren ist nur diese:
- Panikfunktion E – Wechselfunktion (früher auch Trafo-Wechselfunktion)
  - Von außen ist nur ein Türknopf oder Stoßgriff vorhanden (kein Türdrücker), und damit der Zugang nur per Schlüssel möglich.
  - Der Schlüssel muss zum Öffnen eine viertel oder halbe Drehung in Öffnungsrichtung gedreht werden, um die Schlossfalle zurückzuziehen und die Tür zu öffnen. Da diese Funktion als erstes in Trafohäuschen eingesetzt wurde, damit niemand ohne Schlüssel hineinkam, heißt diese auch Trafo-Wechselfunktion.

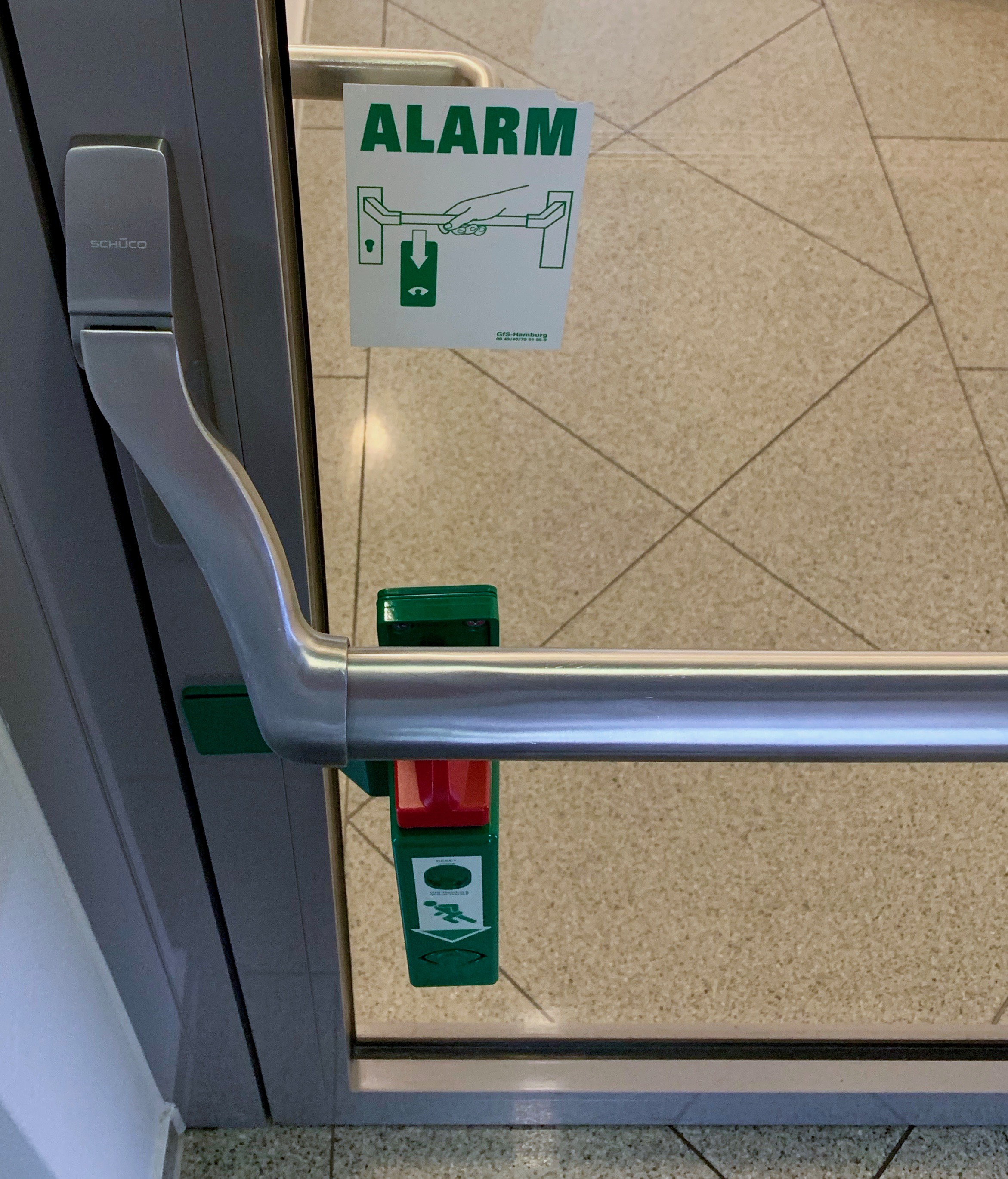
Paniktürverschluss mit horizontaler Betätigungsstange an Tür

## Horizontale Betätigungsstange
Der innere Türbeschlag kann auch durch eine horizontale Betätigungsstange (Panikstange) vorzugsweise nach DIN EN 1125 ersetzt werden. Dabei handelt es sich um einen Beschlag mit einer Stange waagerecht über das gesamte Türblatt, der durch einfachen Druck gegen die Stange das Schloss öffnet.
Hierdurch ist auch bei einer Paniksituation durch eine nachdrängende Menschenmenge das Öffnen des Notausgangs gewährleistet. Die Besucher eines Gebäudes müssen nicht mit der Funktionsweise vertraut sein, da auch schon reiner Körperdruck gegen die Stange zum Öffnen ausreicht. (auch wenn Menschen z. B. rückwärts gegen die Stange gedrückt werden)
Alle oben beschriebenen Panikschloss-Funktionen sind möglich, allerdings unterscheiden sich die Türbeschläge hier natürlich nur auf der Außenseite der Tür, weil innen immer die Betätigungsstange sitzt.

## Verriegelung von Panikschlössern
Die Funktion eines Panikschlosses kann blockieren, wenn auf der Außenseite ein Schlüssel im Schließzylinder steckt, der verhindert, dass sich der Schließbart frei drehen kann. Daher müssen die mit Panikschlössern verwendeten Schließzylinder über eine sogenannte Freilauffunktion verfügen.
Besitzt der Schließzylinder keine Gefahrenfunktion, so darf der Schlüssel nicht von außen im Schließzylinder verbleiben, da ansonsten die Panikfunktion der Tür nicht gewährleistet ist.
Die Betätigung des Schlüssels bei gleichzeitig herunter gedrückter Türklinke sollte vermieden werden, um eine Beschädigung des Schlosses zu vermeiden.

## Fluchttüren im privaten Bereich
Im privaten Bereich und bei kleineren gewerblichen Objekten werden keine Panikschlösser gefordert. Dennoch muss es allen Personen, die sich im Gebäude aufhalten, in Gefahrensituationen jederzeit möglich sein, das Gebäude zu verlassen. Türen in Fluchtwegen dürfen daher nicht so verriegelt werden, dass sie von innen nur mit einem Schlüssel, einer anderen Vorrichtung oder Kenntnis des Betätigungsmechanismus geöffnet werden können.